# Bucle de Latham

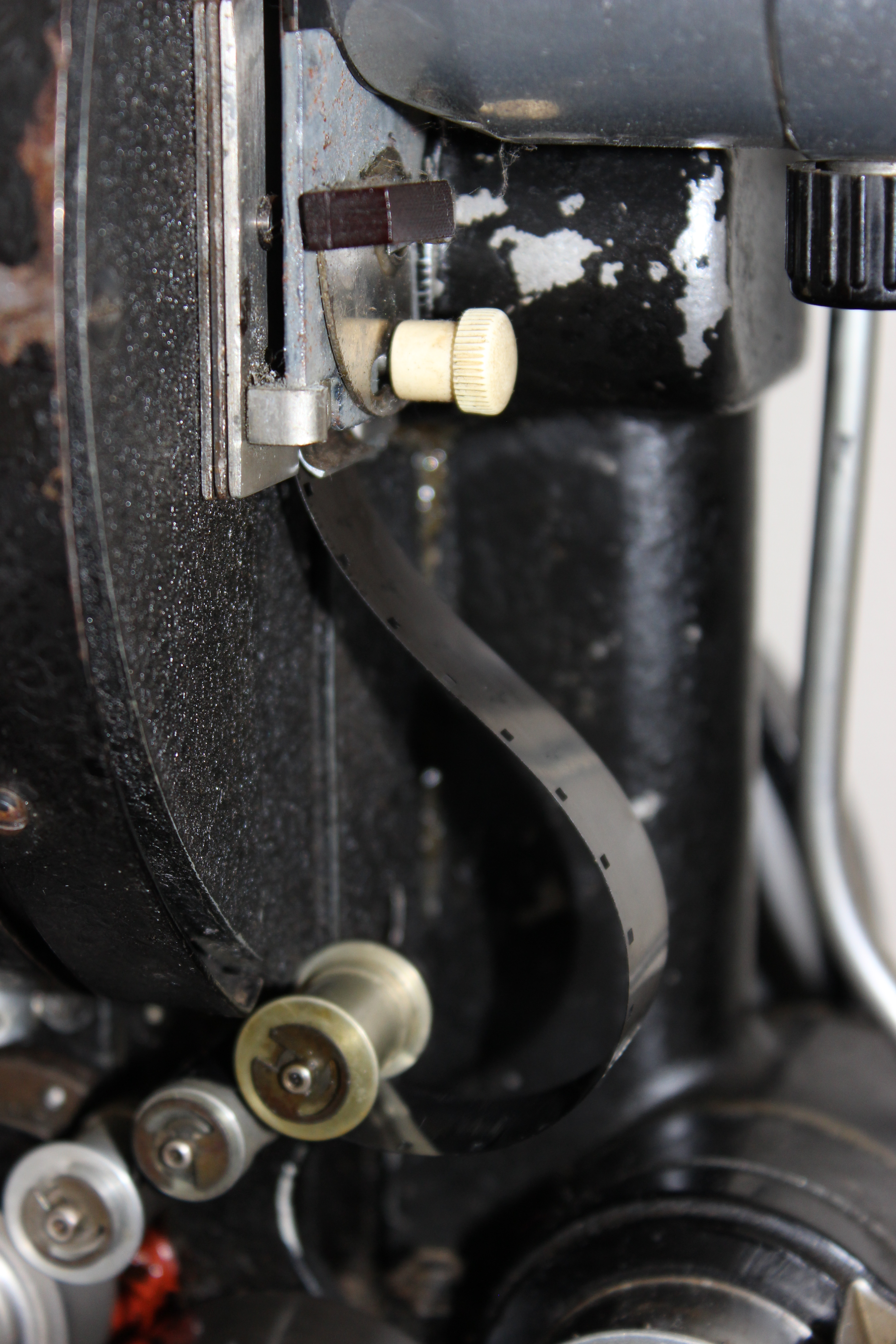
Proyector 16 mm Debrie (1940) : bucle de Latham inferior.

El bucle de Latham es un dispositivo simple, presente tanto en la mayoría de las cámaras de cine como en casi todos los aparatos de proyección cinematográfica, destinado a aislar la zona de arrastre intermitente de la película de la parte de desarrollo continuo, con objeto de evitar la ruptura bajo el esfuerzo de tracción.

## Función y principio
Desde la primera cámara de cine, el Kinetoscopio, inventado en 1891 por Thomas Edison y ademán en su punto por su ayudante William Kennedy Laurie Dickson, y más tarde el Cinematógrafo de los hermanos Lumière, la longitud de la cinta flexible y transparente 35 mm cargada en el aparato, estaba limitada a unos 17 metros, o sea menos de un minuto de presa de vistas. Este límite quedaba impuesto por el sistema intermitente que estiraba directamente la película virgen de su alojamiento, a bandazos. El peso de la película ofrecía así al desplazamiento de la película una inercia que podía provocar la rotura  accidental si pasaba de esta longitud (que suponía un peso suficiente para hacerlo). Después, la película impresionada, desarrollada y querencia en positivo, acontecía la película en si, que se visionaba por medio del Kinetoscopio, o se proyectaba en pantalla grande. Por eso las películas primitivas del cine, de 1891 a 1898, no duraban, en general, más de un minuto.
A la época, nada impedía proyectar películas más largas, si no este riesgo de ruptura del apoyo bajo el efecto del tirón intermitente, un incidente que, al estadio de la proyección, podía ser catastrófico, puesto que la película de nitrato de cellulosa era particularmente inflamable y su parada ante la la lámpara del proyector a alta temperatura podía provocar un incendio, o incluso una explosión.

## Proceso y desarrollo
El 1895, se organizan proyecciones en la Gran Bretaña, en Alemania y en los Estados Unidos — a veces antes de aquella, histórica, de los hermanos Lumière, el 28 de diciembre del 1895 —, siempre bajo la forma de cintas de menos de un minuto. 
Woodville Latham, antiguo militar y universitario, y sus hijos, Grey y Otway (que trabajan los dos a Edison), habían obtenido del inventor la autorización de estudiar mediante su sociedad, la Kinetoscope Exhibition Company, como aumentar las capacidades de los Kinetoscopios puesto que tenían el proyecto de filmar combates de boxeo y de explotar el espectáculo bajo la forma de un round por cinta de 200 pies (61 metros), o sea aproximadamente 3 minutos.
Es así como los boxeadores Michael Leonard y Jack Cushing se encuentran sobre el escenario de la Black Maria (el primer estudio de cine de la historia, que pertenece a Edison). El Kinetoscopio ha sido transformado : la película es alargada, antes y después de un pasaje en el pasillo de presa de vistas, por dos cilindros dentados. Estos cilindros bordeados de dientes siguen el modelo del cilindro dentado accionado a bandazos por la rueda de bobina, que asegura la presa de vistas intermitente a la base de la grabación del movimiento. Pero contrariamente a este, giran de manera continua, arrastrando flexiblemente la película virgen hasta el pasillo, y conduciéndolo un golpe impresionado hacia la bobina de recepción. Se puede entonces cargar en toda seguridad el Kinetoscopio con una sexagésima de metros de película, suficiente para filmar cada round. El éxito público es patente, aunque los boxeadores sean perfectos desconocidos, y que, por razones de comodidad, el combate haya sido arreglado. Woodville Latham y sus hijos filman seguidamente un partido entra boxeadores de renombre, James Corbett y Peter Courtney (la victoria de Corbett siendo ya programada) que los alienta a apuntar todavía más arriba.
Al si de su sociedad familiar, la Lambda Company, desean en efecto sustraerse a la retrocesión de recaudaciones que vuelven a Edison. Obtienen hábilmente el concurso William Kennedy Laurie Dickson que está en desacuerdo con el industrial sobre la urgencia de posar en su punto un aparato de proyección sobre gran pantalla. Dickson, ayudado por el Francés Eugène Lauste, trabaja entonces sobre un « Kinetoscope de proyección », el Panoptikon (cambiado a Eidoloscope el 1896), un aparato de proyección, alimentado por una poderosa lámpara de arco, pudiendo estar cargado con 1.000 pies (305 metros) de película de 2 pulgadas de ancho (51 mm). Una proyección de prensa tiene lugar el 21 de abril de 1895 en Nueva York, que no encuentra éxito local, mientras que la proyección de los hermanos Lumière, más tardía (28 de diciembre 1895), tendrá repercusiones en el mundo entero.
Este golpe, una modificación que parece menor, pero que existirá después en todas las máquinas de cine, tanto en cámaras  como en aparatos de proyección, es aportada por Dickson que tiene la idea — bastante sencilla, pero aun así  había que pensar — de separar la parte donde el desarrollo de la película es continuo, a la salida de este pasillo. Cómo que Dickson trabaja para la sociedad de la familia Latham, esta denomina esta descubierta « bucle de Latham ». El historiador del cine Stephen Herbert recuerda que Thomas Armado, a quien Thomas Edison había encargado de adaptar al 35 mm el proyector Phantascope de Charles Francis Jenkins, que él vendía de recomprar para hacer la contra a las proyecciones del Cinematógrafo Lumière, y que había rebautizado Vitascope, también había mejorado sus investigaciones adoptando para este aparato un bucle de amortiguación.
El bucle de Latham está formado automáticamente por un buclador en la mayoría de proyectores y cámaras.
El bucle de Latham es ausente en las proyectores y cámaras en formatos de aficionado de 8 mm (Simple y Súper), así como en los de 9,5 mm ya que siendo la densidad de película cargada muy poca y pues ligera, no necesitaba de este dispositivo.